# Kaemis vernalis
Kaemis vernalis is een spinnensoort in de taxonomische indeling van de celspinnen (Dysderidae).
Het dier behoort tot het geslacht Kaemis. De wetenschappelijke naam van de soort werd voor het eerst geldig gepubliceerd in 1993 door Christa Deeleman-Reinhold.